# مخفوضة
المَخفوضة نوعٌ من الكراسي ثلاثية الأرجل المستخدمة في اسكتلندا. كانت مقعدةً قصيرةً وغالبًا ما كانت ذات سطحٌ دائري في الأعلى يُجلس عليه لكن الكلمة تشير أيضًا إلى قطعة أثاث أكبر مرتبطة بالتكفير عن الذنب العام في الكنيسة.

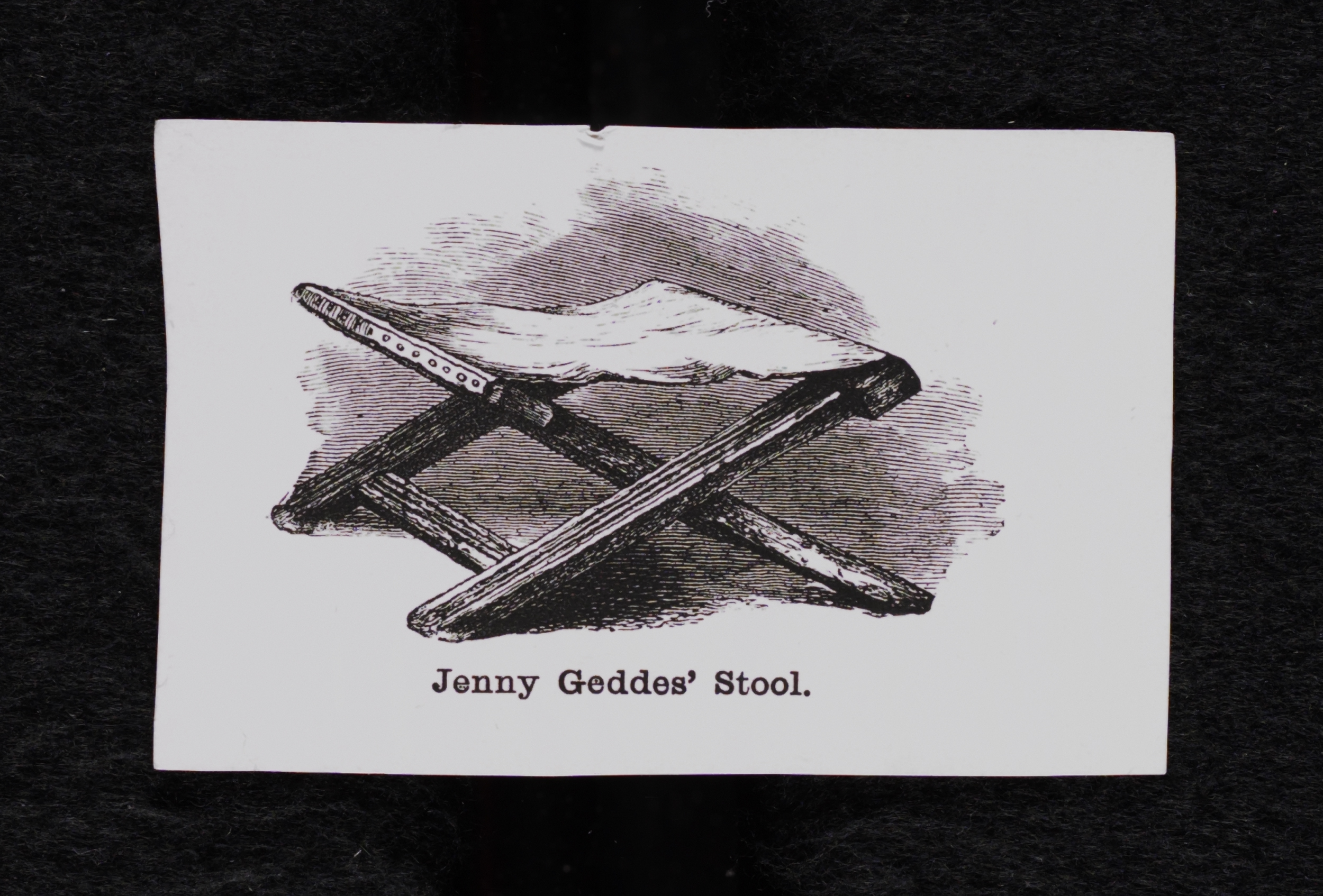
نقش تاريخي لمقعد جيني جِدِس